# Pfinztal
Pfinztal är en kommun i Landkreis Karlsruhe i regionen Mittlerer Oberrhein i Regierungsbezirk Karlsruhe i förbundslandet Baden-Württemberg i Tyskland.
Kommunen bildades 1 januari 1974 genom en sammanslagning av kommunerna Berghausen, Kleinsteinbach, Söllingen und Wöschbach.